# Windows 2.1x
Windows 2.1x fu una famiglia di ambienti operativi basati su interfaccia grafica sviluppata da Microsoft, che comprendeva Windows/286 e Windows/386.
Windows/286 fu distribuito il 27 maggio del 1988, meno di un anno dopo la distribuzione di Windows 2.0. Queste versioni sfruttarono per la prima volta le caratteristiche specifiche dei processori Intel 80286 e 80386. Un disco rigido era richiesto per la prima volta per installare Windows: le precedenti versioni funzionavano anche tramite floppy disk.
Benché funzionalmente simili al predecessore Windows 2.0, i nuovi sistemi operativi introdussero il supporto per la tecnologia a 32 bit ed offrivano la possibilità di eseguire contemporaneamente diverse applicazioni DOS in memoria estesa grazie al supporto per la modalità protetta, che rappresentava un passo decisivo per lo sviluppo del multitasking nelle prime "moderne" CPU (Windows/386).

## Windows/286
Windows/286 utilizzava l'HMA (High Memory Area) per incrementare la memoria disponibile per i programmi Windows grazie all'introduzione del driver HIMEM.SYS e includeva inoltre il supporto per diverse schede di memoria espansa (EMS). Nonostante il suo nome, Windows/286 funzionava perfettamente sui processori 8088 e 8086: ad esempio, il PS/2 Model 25 poteva essere acquistato con un kit contenente il DOS 4.00 e Windows.

## Windows/386
Dopo il lancio di Windows/286, Microsoft continuò a distribuire Windows 2.0 con la nuova omogenea denominazione di Windows/386. Nonostante le significative innovazioni ed il prezzo contenuto di 100 dollari, Windows/386 non riscosse grande popolarità.
Windows/386 era più avanzato: esso introduceva nel kernel una modalità protetta su cui l'interfaccia grafica e le applicazioni erano eseguite in modalità 8086 virtuale: grazie ad essa, anche diversi programmi MS-DOS potevano girare contemporaneamente in memoria, non solo le applicazioni Windows. Windows/386 poteva inoltre gestire l'EMS in emulazione grazie al gestore della memoria dell'80386, permettendo così di accedere alla memoria oltre i 640 KB come normale memoria di sistema. Windows/386 non supportava i drive virtuali.

## Windows 2.11
Il 13 marzo 1989 fu distribuito Windows 2.11 in entrambe le versioni Windows/286 e Windows/386: Rispetto alla versione 2.10 presentava piccoli cambiamenti nella gestione della memoria, il supporto per l'AppleTalk e driver per la stampa più veloci ed aggiornati.
Windows 2.11 fu sostituito un anno dopo da Windows 3.0 ma fu supportato da Microsoft fino al 31 dicembre 2001.